# Clovia albomarginata
Clovia albomarginata är en insektsart som beskrevs av Melichar 1911. Clovia albomarginata ingår i släktet Clovia och familjen spottstritar. Inga underarter finns listade i Catalogue of Life.